# ماسا مارتانا
ماسا مارتانا (بالإيطالية: Massa Martana)‏ هي بلدية في مقاطعة بيرودجا في إقليم أومبريا في إيطاليا.

## السكان
في سنة 1861 بلغ عدد السكان 4٬221 نسمة، وتطور العدد ليصل في سنة 2011 لـ 3٬822 نسمة.
يظهر هذا المخطط البياني تطور النمو السكاني لـ ماسا مارتانا

## توأمة
لماسا مارتانا اتفاقيات توأمة مع كل من:
- Gmina Bystrzyca Kłodzka [الإنجليزية]‏
- أوستي ناد أورليتسي